# Хонвед
ФК „Хонвед“ (Будапеща) (на унгарски: Budapest Honvéd FC) е футболен клуб от гр. Будапеща – столицата на Унгария. Основан е през 1909 г. в Австро-Унгария под името „Кишпещ“ (по името на село в близост до Будапеща).

## История
През 1949 г. „Кишпещ“ става ведомствен клуб към Министерството на отбраната на Унгария. Година по-късно се мести в Будапеща и името на отбора става „Хонвед“.
„Хонведсег“ е названието на унгарската армия, а думата „хонвед“ се превежда като „защитник на родината“, „боец“. Често думата „хонвед“ се употребява за редовите войници.
Клубът постига първите си по-сериозни успехи, именно след като става армейски.

## Предишни имена
| Години      | Име                                                   |
| ----------- | ----------------------------------------------------- |
| 1909 – 1926 | „Кишпещ АК“ Kispesti Athlétikai Club                  |
| 1926 – 1944 | „Кишпещ ФК“ Kispest Football Club                     |
| 1944 – 1949 | „Кишпещ АК“ Kispesti Athlétikai Club                  |
| 1949 – 1991 | „Хонвед Будапеща ШЕ“ Budapesti Honvéd Sport Egyesület |
| 1991 – 2003 | „Кишпещ Хонвед ФК“ Kispest Honvéd Football Club       |
| 2003 –      | „Хонвед Будапеща ФК“ Budapest Honvéd Football Club    |

## Срещи с български отбори
„Хонвед“ се е срещал с български отбори в официални и контролни срещи.

### „Лудогорец“
С „Лудогорец“ се е срещал един път в контролен мач. Мачът е на 18 януари 2019 г. в турския курорт Белек като резултатът е 4 – 2 за „Лудогорец“ .

## Успехи

### Национални
- Първа лига:
  -  Шампион (14): 1949 – 50, 1950, 1952, 1954, 1955, 1979 – 80, 1983 – 84, 1984 – 85, 1985 – 86, 1987 – 88, 1988 – 89, 1990 – 91, 1992 – 93, 2016 – 17
  -  Второ място (11): 1946 – 1947, 1951, 1953, 1957 – 1958, 1963, 1964, 1969, 1971 – 1972, 1974 – 1975, 1977 – 1978, 1993 – 1994
  -  Трето място (6): 1919 – 1920, 1948 – 1949, 1958 – 1959, 1982 – 1983, 1991 – 1992, 2012 – 2013
- Купа на Унгария по футбол:
  -  Носител (8): 1925 – 26, 1964, 1984 – 85, 1988 – 89, 1995 – 96, 2006 – 07, 2008 – 09, 2019 – 2020
  -  Финалист (11): 1955, 1968, 1969, 1973, 1983, 1988, 1990, 1994, 2004, 2008, 2019
- Купа на Лигата на Унгария:
  - 1/2 финалист (1): 2014 – 15
- Суперкупа на Унгария:
  -  Финалист (3): 1993, 2007, 2009
- Втора лига:
  -  Победител (1): 2003 – 2004

### Международни
- Купа Митропа:
  -  Носител (1): 1959
  -  Финалист (2): 1975, 1978
- Купа на носителите на купи (КНК):
  - 1/4 финалист (1): 1978/79
- Купа Карл Рапан:
  -  Носител (1): 1978
- Интертото:
  -  Финалист (1): 2008

### Приятелски
- Трофей на град Виго:
  -  Носител (1): 1974

## Известни играчи
- Ференц Пушкаш
- Шандор Кочиш
- Йожеф Божик
- Золтан Цибор

## Български футболисти
- Иво Георгиев: 2010/02 - (17 мача - 4 гола)